# Стромнесс
Стромнесс (англ. Stromness) — город на острове Мейнленд в архипелаге Оркнейские острова. Население — 1 758 человек.

## География

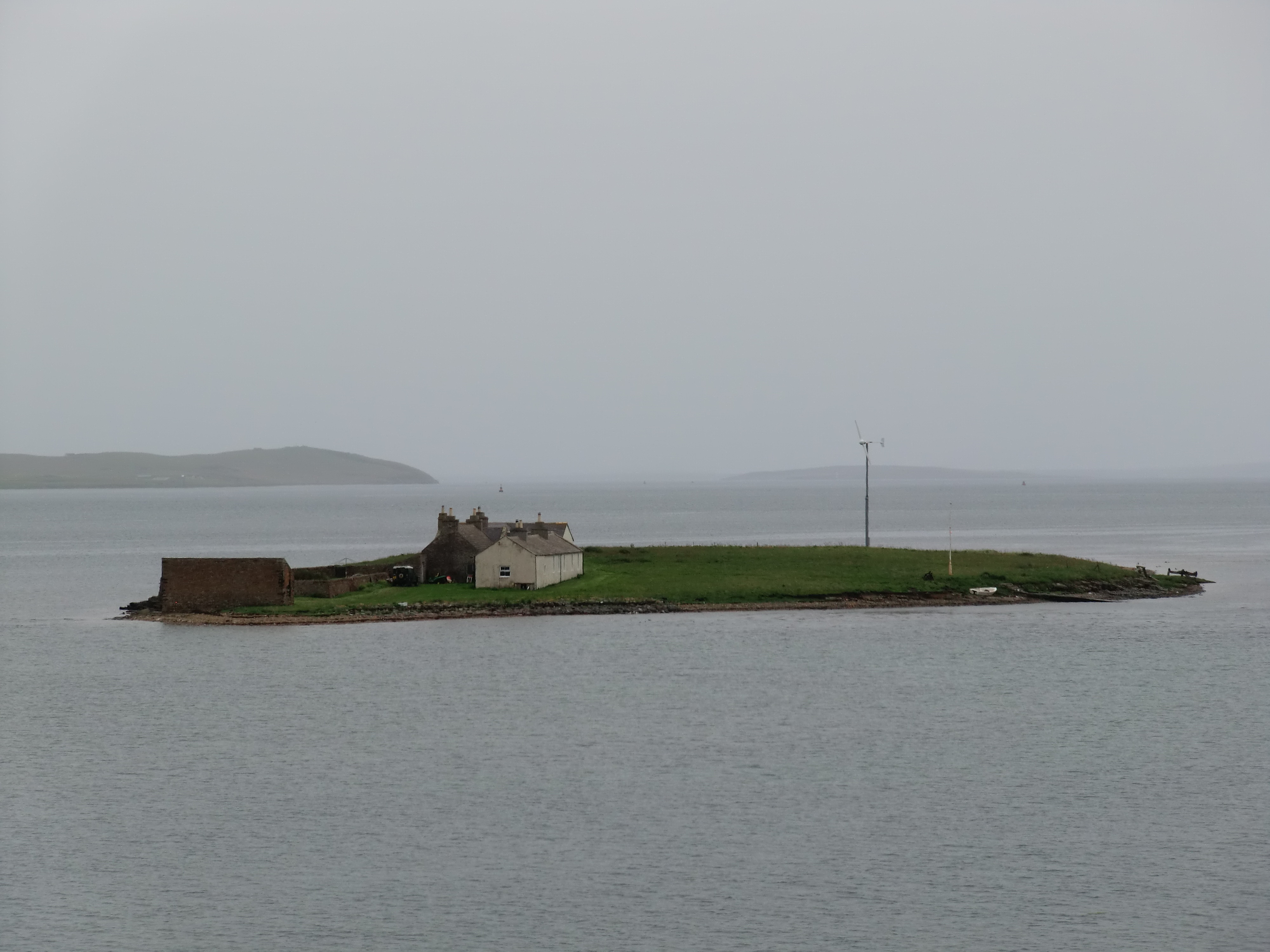
Остров Иннер-Холм в бухте Стромнесса

Стромнесс расположен в юго-западной части острова Мейнленд на западном берегу одноименной бухты. Менее чем в километре к востоку от города в бухте лежат два небольших островка Иннер-Холм и Аутер-Холм.

## История

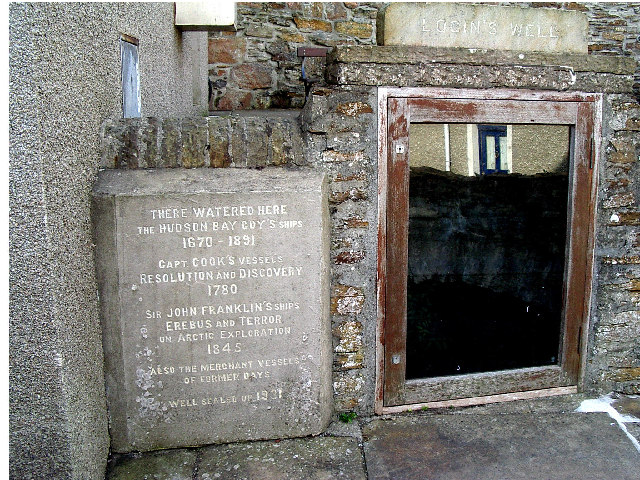
Мемориальная доска в память о морских экспедициях.

Стромнесс был местом где пополняли запасы еды и воды корабли Компании Гудзонова залива в 1670—1891, высаживались на берег корабли «Резолюшн» и «Дискавери» третьей экспедиции Джеймса Кука в 1780 году, и корабли «Террор» и «Эребус» последней арктической экспедиции Франклина в 1845 году. Об этом свидетельствует мемориальная доска.

## Экономика
В Стромнессе базируются компании, обслуживающие туристов-дайверов, приезжающих увидеть кладбище немецких кораблей в Скапа-Флоу.

## Транспорт и связь
Автодороги:
- A965 связывает Стромнесс с Керкуоллом через Финстаун[англ.]
- A964 вдоль южного берега острова c Керкуоллом через Хоутон[англ.]
- A967 вдоль западного берега острова ведет в деревню Бирси[англ.] на северо-западе острова.

Автобусное сообщение обеспечивает компания Stagecoach UK Bus, прямые рейсы из Стромнесса в пределах островов Мейнленд, Беррей и Саут-Роналдсей.
Почтовому району «Стромнесс» соответствует код KW16 почтовой области KW. Район охватывает западную часть острова Мейнленд, а также острова Хой, Грамсей, Флотта и другие.
Паромы

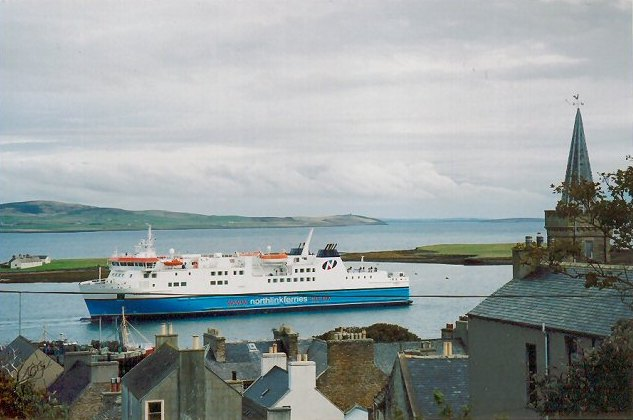
Паром MV Hamnavoe в бухте Стромнесса

Паром MV Hamnavoe компании «NorthLink Ferries» обслуживает маршрут Стромнесс — порт Скрабстер (Терсо). Паром пересекает пролив Пентленд-Ферт и делает доступным для пассажиров выход на автотрассу A9 и железнодорожную станцию Терсо.
Паромы компании «Orkney Ferries» связывают город с близлежащими островами Хой и Грамсей.
Паромное сообщение с материковой частью Шотландии до 2002 года обеспечивала компания P&O Scottish Ferries.

## Службы спасения

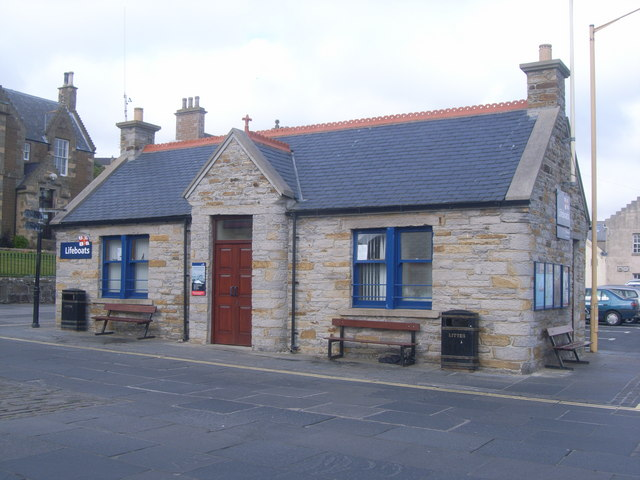
Здание службы спасения на воде

Служба спасения на воде Stromness RNLI работает с 1824 года.

## Наука и образование
Бывшее здание академии сейчас занимает Оркнейский кампус Университет Хериота-Уатта. В кампусе работают:
- Исследовательский центр European Marine Energy Centre[англ.] изучает возможности получения электроэнергии из энергии волн и прилива[13].
- Исследовательский центр International Centre for Island Technology изучает вопросы использования морских ресурсов[14].

## Спорт
В Стромнессе работает гольф-клуб «Stromness Golf Club».

## Религия
Работает приходская церковь Оркнейского пресвитерианства.
Англиканская церковь св. Марии подчинена Епархии Абердина и Оркнейских островов Шотландской епископальной церкви.

## Достопримечательности
- Примерно в десяти километрах к северо-востоку от города находятся Круг Бродгара, Мегалиты Стеннеса, Барнхауз, к северо-западу гробница Анстен.

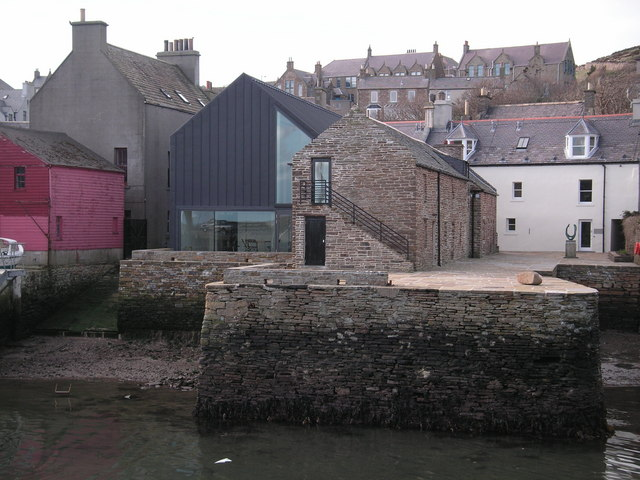
Галерея искусств и музей «Pier Arts Centre»

- Галерея искусств и музей «Pier Arts Centre[англ.]» основан в 1979 году при поддержке Маргарет Гардинер (1904—2005)[18]. Представлено творчество Бена Николсона (1894—1982), Барбары Хепуорт (1903—1975)[19].
- Музей в Стромнессе построен в 1858 году, среди экспонатов — лодка Халкетта и экспозиция посвященная Джону Рею[20].

## Интересные факты
- В городе какое-то время жила Элиза Фрейзер[англ.] (1798—1858), жертва кораблекрушения у острова Фрейзер в 1836 году[21].
- В городе жил и работал поэт и журналист Джордж Маккей Браун[англ.] (1921—1996)[22].
- В городе учился модератор Церкви Шотландии Ангус Моррисон[англ.][23]
- В городе умер художник Стэнли Керситер[англ.] (1887—1976)[24].
- В 1980 году композитор Питер Максвелл Дейвис создал произведение «The Yellow Cake Revue[англ.]» в поддержку кампании против добычи урана вблизи Стромнесса[25].